# Egon Eiermann

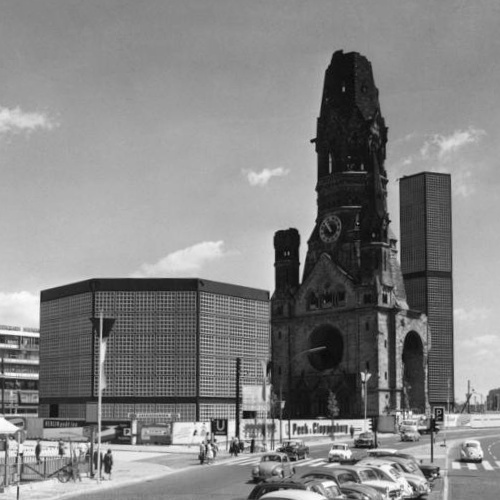
Iglesia Memorial Kaiser Wilhelm.

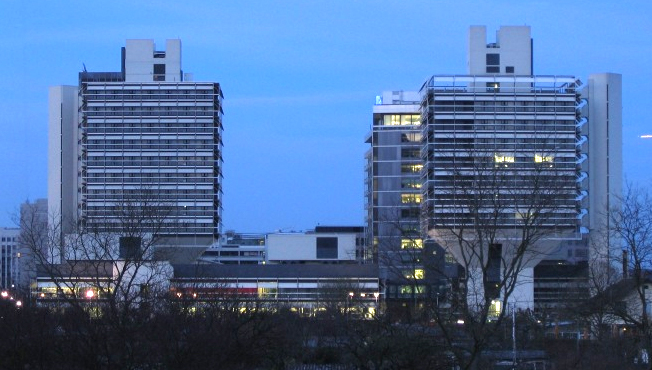
Edificios Olivetti en Fráncfort del Meno

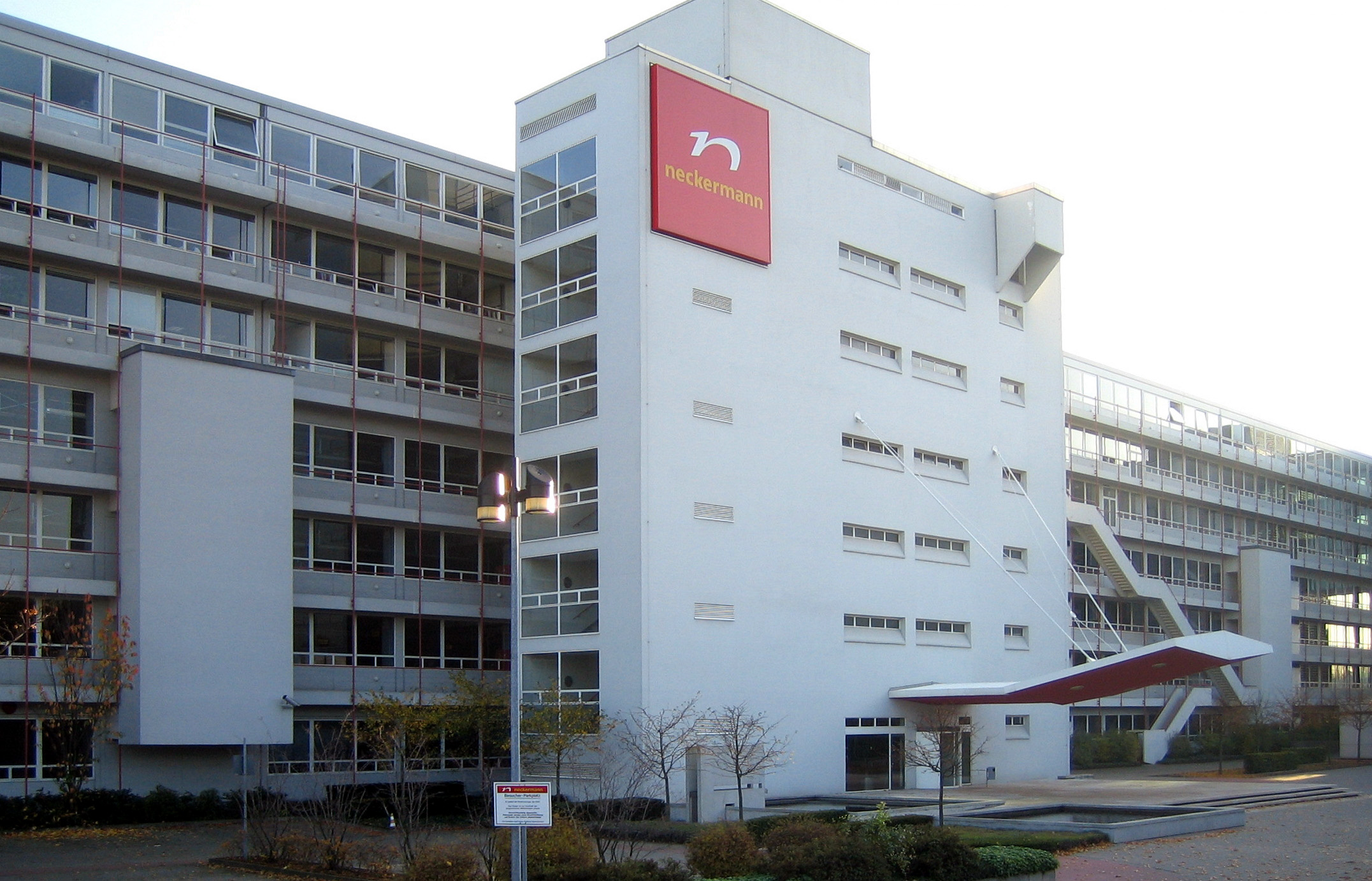
Central de Neckermann.

Egon Eiermann (Neuendorf, 29 de septiembre de 1904-Baden-Baden, 20 de julio de 1970) fue uno de los arquitectos alemanes más prominentes de la segunda mitad del siglo XX.
Eiermann estudió en la Universidad Técnica de Berlín. Trabajó durante un tiempo para el departamento de construcciones de los almacenes Karstadt, y después de la Segunda Guerra Mundial montó una oficina con su compañero arquitecto Fritz Jaenecke. Entró en la facultad de la Universidad de Karlsruhe en 1947, donde trabajó en el desarrollo de métodos de construcción en acero. 

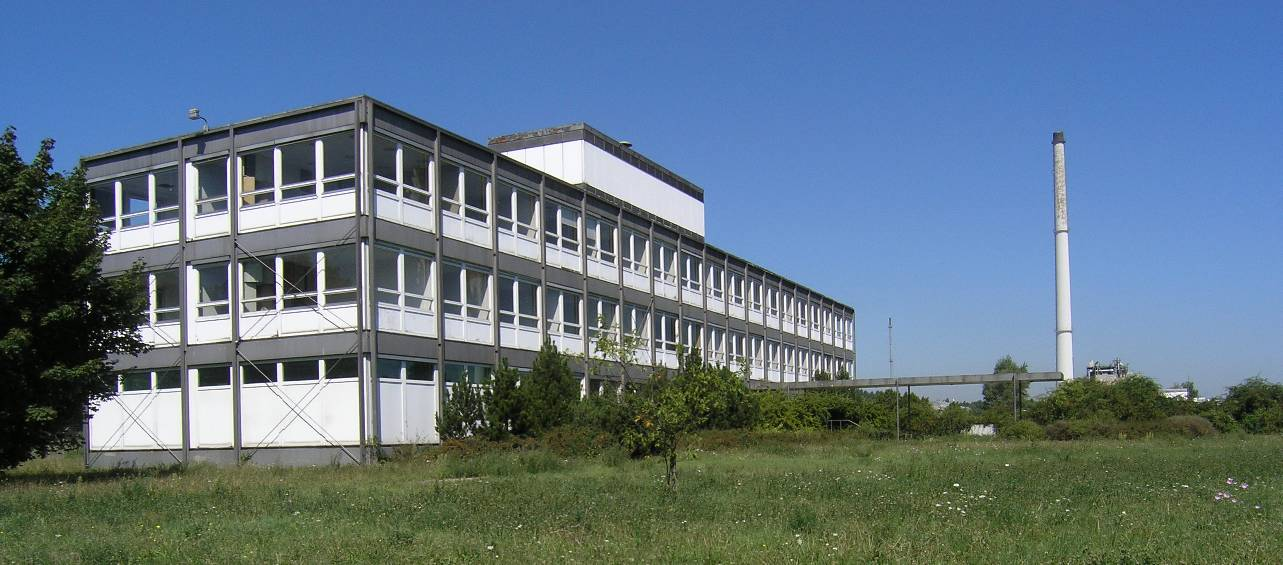
Edificio de oficinas de la refinería de petróleo de la DEA, Karlsruhe

Un funcionalista, entre sus obras más famosas figuran: la fábrica textil en Blumberg (1951); el Pabellón de la Alemania Occidental en la Exposición Universal de Bruselas (con Sep Ruf, 1958); la Embajada de Alemania en Washington D. C. (1958-1964); un edificio para el Parlamento Alemán (Bundestag) en Bonn (1965-1969); la sede de IBM- Alemania en Stuttgart (1967-1972) y el edificio Olivetti en Fráncfort del Meno (1968-1972). Con mucho, su obra más famosa es la nueva iglesia en el emplazamiento de la Iglesia Memorial Kaiser Wilhelm en Berlín (1959-1963).